# Gustavo Costas
Gustavo Adolfo Costas Makeira (ur. 28 lutego 1963 w Avellanedzie) – argentyński piłkarz występujący na pozycji środkowego obrońcy, trener piłkarski, od 2024 roku prowadzi Racing Club.
Ze względu na liczne sukcesy często nazywany „południowoamerykańskim José Mourinho” – podobnie jak słynny Portugalczyk zdobył jako trener tytuły mistrzowskie w czterech różnych krajach. Krajowe triumfy odnosił w Peru (2003, 2004), Paragwaju (2005), Ekwadorze (2012) oraz Kolumbii (2014).

## Kariera klubowa
Costas pochodzi z miasta Avellaneda w aglomeracji stołecznego Buenos Aires. Jest wychowankiem tamtejszego zespołu Racing Club de Avellaneda, któremu – podobnie jak cała rodzina – prywatnie kibicował (jego idolem był Roberto Perfumo), jako kilkuletnie dziecko pozując z piłkarzami do zdjęć przed ligowymi meczami jako chłopiec do podawania piłek. Do pierwszej drużyny został włączony jako dziewiętnastolatek przez szkoleniowca Carlosa Cavagnaro; w argentyńskiej Primera División zadebiutował wiosną 1982, zaś 22 sierpnia 1982 w przegranym 1:3 spotkaniu z Vélezem Sarsfield strzelił swojego premierowego gola w najwyższej klasie rozgrywkowej. Szybko został podstawowym stoperem zespołu, jednak kilka miesięcy później doznał kontuzji, która wykluczyła go z gry na trzy miesiące, zaś pod jego nieobecność, na koniec sezonu 1983, Racing spadł do drugiej ligi, podsumowując tym samym najgorszy okres w historii klubu.
Mimo relegacji Costas pozostał w Racingu i już dwa lata później, już w roli kapitana drużyny, awansował z nią z powrotem do pierwszej ligi. Niedługo później, jako kluczowy punkt zespołu prowadzonego przez Alfio Basile, zdobył z Racingiem superpuchar Ameryki Południowej – Supercopa Sudamericana, zaś trzy miesiące później triumfował w rozgrywkach Supercopa Interamericana. W 1991 roku odszedł do szwajcarskiego drugoligowca FC Locarno, jednak już po upływie roku powrócił do swojego macierzystego klubu, w którym występował jeszcze przez cztery lata, zdobywając wicemistrzostwo Argentyny w jesiennym sezonie Apertura 1995. W 1995 roku został zawodnikiem klubu Gimnasia y Esgrima Jujuy, gdzie w wieku 34 lat zakończył piłkarską karierę.
Costas jest uznawany za symbol i jedną z największych legend w historii Racing Clubu, będąc jego wieloletnim kapitanem. W klubie tym występował zarówno, gdy ten znajdował się w kryzysie (spadek do drugiej ligi), jak i odnosił sukcesy międzynarodowe, reprezentując jego barwy ogółem przez trzynaście lat. Jako zawodnik Racingu rozegrał 337 spotkań, co pozostaje rekordem w historii klubu. Był opisywany jako dobrze kryjący i czytający grę, waleczny środkowy obrońca.

## Kariera trenerska
Bezpośrednio po zakończeniu kariery Costas rozpoczął pracę w roli szkoleniowca, w latach 1998–1999 trenując rezerwy i juniorów swojego macierzystego Racing Club de Avellaneda. W 1999 roku zastąpił Ángela Cappę na stanowisku trenera pierwszej drużyny Racingu, gdzie stworzył duet szkoleniowców z Humberto Maschio. Prowadził ją przez następny rok bez większych sukcesów; w pierwszym sezonie zajął szóste miejsce w tabeli i wprowadził do zespołu przyszłego reprezentanta kraju Diego Milito, lecz podczas kolejnych rozgrywek jego podopieczni uplasowali się dopiero na osiemnastej lokacie, co poskutkowało odejściem tandemu Costas-Maschio ze stanowiska. W połowie 2001 roku objął paragwajską ekipę Club Guaraní ze stołecznego Asunción, którą trenował przez kolejne dwa lata, w sezonie 2003 zdobywając z nią wicemistrzostwo kraju.
W 2003 roku Costas został trenerem peruwiańskiego giganta – stołecznej Alianzy Lima. Tam już w pierwszych rozgrywkach – 2003 – wywalczył tytuł mistrza Peru, pokonując w decydującym spotkaniu po dogrywce Sporting Cristal (2:1). Sukces ten powtórzył rok później, w sezonie 2004; wówczas jego drużyna również zwyciężyła w finale rozgrywek ze Sportingiem Cristal (0:0, 5:4 k.), tym razem w serii rzutów karnych. Podczas pobytu w tym zespole wypromował również kilku znanych później zawodników, między innymi Jeffersona Farfána. Ogółem Alianzę prowadził przez półtora roku, po czym powrócił do Paragwaju, podpisując umowę z tamtejszym czołowym klubem – Cerro Porteño z siedzibą w stolicy. W sezonie 2005 wywalczył z tą ekipą mistrzostwo Paragwaju, triumfując zarówno w wiosennej fazie Apertura, jak i w jesiennej Clausura. Podczas rozgrywek 2006 zanotował natomiast z Cerro tytuł wicemistrzowski; w fazie Clausura jego zawodnicy znów okazali się najlepsi w kraju, jednak w dwumeczu decydującym o triumfie ulegli rywalowi zza miedzy – Libertadowi (0:0, 1:2). W kwietniu 2007 zrezygnował ze stanowiska (90 ligowych meczów – 58 zwycięstw/18 remisów/14 porażek).
W kwietniu 2007 Costas powrócił do ojczyzny, ponownie obejmując Racing Club de Avellaneda. Jego drugi pobyt w macierzystej ekipie podobnie jak poprzednio nie został ukoronowany odniesieniem poważniejszego sukcesu – jego drużyna plasowała się głównie w środkowej części tabeli, dwukrotnie zajmując trzynaste miejsce w lidze (27m – 10z/7r/10p). Po upływie ośmiu miesięcy odszedł z Racingu, zaś wraz z początkiem nowego roku przeniósł się do najbardziej utytułowanego zespołu w Paragwaju – stołecznego Club Olimpia. Jego roczny pobyt w tym klubie okazał się jednak sporym rozczarowaniem (44m – 14z/12r/18p); mająca walczyć o czołowe lokaty ekipa wiosną zajęła ósme, zaś jesienią siódme miejsce, co poskutkowało zwolnieniem szkoleniowca. W styczniu 2009 powrócił do Alianzy Lima, z którą jeszcze w tym samym sezonie wywalczył wicemistrzostwo Peru, ulegając w finałowym dwumeczu odwiecznemu rywalowi Universitario de Deportes (0:1, 0:1). Za drugim razem prowadził Alianzę przez dwa i pół roku (105m – 53z/26r/26p), po czym zrezygnował ze stanowiska wobec lukratywnej oferty z Bliskiego Wschodu.
W lipcu 2011 Costas podpisał umowę z saudyjskim zespołem An-Nassr FC z siedzibą w Rijadzie, jednak wskutek kiepskich wyników został zwolniony już po czterech miesiącach pracy (9m – 3z/2r/4p). W kwietniu 2012 został trenerem czołowego klubu w Ekwadorze – Barcelony SC z miasta Guayaquil, w trakcie sezonu zastępując na tym stanowisku Luisa Zubeldíę. Jeszcze podczas tych samych rozgrywek – 2012 – zdobył z Barceloną już czwarty tytuł mistrzowski w swojej karierze, będąc również wybranym najlepszym szkoleniowcem ligi ekwadorskiej. Ze stanowiska zrezygnował w sierpniu 2013 w wyniku słabych rezultatów w kolejnym sezonie (dopiero piąta lokata w tabeli), prowadząc Barcelonę przez niecałe półtora roku (63m – 30z/18r/15p). W maju 2014 został trenerem kolumbijskiego Independiente Santa Fe ze stołecznej Bogoty, z którym w sezonie Finalización 2014 zdobył tytuł mistrza Kolumbii po pokonaniu w finale Independiente Medellín (2:1, 1:1). W 2015 roku wywalczył natomiast z Santa Fe superpuchar Kolumbii – Superliga de Colombia, ogółem szkoleniowcem tej drużyny pozostając przez niemal równy rok (46m – 21z/14r/11p).
W listopadzie 2015 Costas wyjechał do Meksyku, obejmując tamtejszy zespół Club Atlas z siedzibą w Guadalajarze. Tam pracował zaledwie przez cztery miesiące z bardzo słabym skutkiem (15m – 2z/4r/9p), zostawiając ekipę na ostatnim miejscu w tabeli, po czym został zwolniony ze stanowiska przez zarząd.